# Ciclismo en los Juegos Olímpicos de Londres 2012
El ciclismo en los Juegos Olímpicos de Londres 2012 se realizó en cuatro instalaciones de la ciudad  Londres, entre el 28 de julio y el 12 de agosto de 2012.
En total se disputaron en este deporte 18 pruebas diferentes, 9 masculinas y 9 femeninas, repartidas en 4 disciplinas ciclistas: 4 pruebas de ruta, 10 de pista, 2 de montaña y 2 de BMX. El programa fue modificado sustancialmente en relación con la edición pasada, si bien el número de pruebas se mantuvo igual, en 18. En la modalidad de pista fueron eliminadas cinco pruebas: puntuación masculina y femenina, madison masculina y la persecución individual masculina y femenina, para dar lugar a las cinco siguientes: ómnium masculino y femenino, y tres nuevas en la categoría femenina, keirin, velocidad por equipos y persecución por equipos.
El único país de habla hispana que logró medallas fue Colombia, que obtuvo una medalla de oro (Mariana Pajón en BMX), una de plata (Rigoberto Urán, en ruta masculina) y una de bronce (Carlos Mario Oquendo en BMX).
España no consiguió ninguna medalla en estos Juegos, algo que no se veía desde Seúl 1988, pero sí se obtuvieron tres diplomas olímpicos: José Antonio Hermida y Carlos Coloma (cuarto y sexto en campo a través) y Pablo Aitor Bernal, Sebastián Mora, David Muntaner y Albert Torres (sexto en persecución por equipos).
En estos Juegos se establecieron cuatro nuevas plusmarcas mundiales: los británicos Philip Hindes, Chris Hoy y Jason Kenny en velocidad por equipos; Edward Clancy, Geraint Thomas, Steven Burke y Peter Kennaugh en persecución por equipos; Danielle King, Laura Trott y Joanna Rowsell en persecución por equipos, y las chinas Gong Jinjie y Guo Shuang en velocidad por equipos. Además dos plusmarcas olímpicas fueron batidas: Jason Kenny en velocidad individual y Victoria Pendleton en velocidad individual (ambas obtenidas en la ronda preliminar).

## Sedes
- Ciclismo en ruta – Ruta: circuito en Londres y alrededores, con salida y llegada en el paseo The Mall. Contrarreloj: circuito en Richmond upon Thames, con salida y llegada en el Palacio de Hampton Court
- Ciclismo en pista – Velódromo de Londres (en el Velopark)
- Ciclismo de montaña – Hadleigh Farm (condado de Essex)
- Ciclismo BMX – Circuito de BMX del Velopark

## Clasificación
Participaron 196 ciclistas de 74 federaciones nacionales afiliadas a la Unión Ciclista Internacional (UCI).

## Medallistas

### Ciclismo en ruta

#### Masculino
| Evento                     | Oro                                       | Plata                               | Bronce                                      |
| -------------------------- | ----------------------------------------- | ----------------------------------- | ------------------------------------------- |
| Ruta (28 de julio)         | Alexandr Vinokurov · Kazajistán · 5:45:57 | Rigoberto Urán · Colombia · 5:45:57 | Alexander Kristoff · Noruega · 5:46:05      |
| Contrarreloj (1 de agosto) | Bradley Wiggins · Reino Unido · 50:39,54  | Tony Martin · Alemania · 51:21,54   | Christopher Froome · Reino Unido · 51:47,87 |

#### Femenino
| Evento                     | Oro                                           | Plata                                        | Bronce                               |
| -------------------------- | --------------------------------------------- | -------------------------------------------- | ------------------------------------ |
| Ruta (29 de julio)         | Marianne Vos · Países Bajos · 3:35:29         | Elizabeth Armitstead · Reino Unido · 3:35:29 | Olga Zabelinskaya · Rusia · 3:35:31  |
| Contrarreloj (1 de agosto) | Kristin Armstrong · Estados Unidos · 37:34,82 | Judith Arndt · Alemania · 37:50,29           | Olga Zabelinskaya · Rusia · 37:57,35 |

### Ciclismo en pista

#### Masculino
| Evento                                | Oro                                                                                        | Plata                                                                                | Bronce                                                                                         |
| ------------------------------------- | ------------------------------------------------------------------------------------------ | ------------------------------------------------------------------------------------ | ---------------------------------------------------------------------------------------------- |
| Velocidad individual (6 de agosto)    | Jason Kenny · Reino Unido                                                                  | Grégory Baugé · Francia                                                              | Shane Perkins · Australia                                                                      |
| Velocidad por equipos (2 de agosto)   | Reino Unido · Philip Hindes · Chris Hoy · Jason Kenny · 42,600 RM                          | Francia · Grégory Baugé · Michaël D'Almeida · Kévin Sireau · 43,013                  | Alemania · René Enders · Maximilian Levy · Robert Förstemann · 43,209                          |
| Persecución por equipos (3 de agosto) | Reino Unido · Edward Clancy · Geraint Thomas · Steven Burke · Peter Kennaugh · 3:51,659 RM | Australia · Jack Bobridge · Glenn O'Shea · Rohan Dennis · Michael Hepburn · 3:54,581 | Nueva Zelanda · Sam Bewley · Marc Ryan · Jesse Sergent · Aaron Gate · Westley Gough · 3:55,952 |
| Keirin (7 de agosto)                  | Chris Hoy · Reino Unido                                                                    | Maximilian Levy · Alemania                                                           | Simon van Velthooven · Nueva Zelanda · Teun Mulder · Países Bajos                              |
| Ómnium (5 de agosto)                  | Lasse Norman Hansen · Dinamarca · 27 pts.                                                  | Bryan Coquard · Francia · 29 pts.                                                    | Edward Clancy · Reino Unido · 30 pts.                                                          |

#### Femenino
| Evento                                | Oro                                                                      | Plata                                                                                  | Bronce                                                                |
| ------------------------------------- | ------------------------------------------------------------------------ | -------------------------------------------------------------------------------------- | --------------------------------------------------------------------- |
| Velocidad individual (7 de agosto)    | Anna Meares · Australia                                                  | Victoria Pendleton · Reino Unido                                                       | Guo Shuang · República Popular China                                  |
| Velocidad por equipos (2 de agosto)   | Alemania · Kristina Vogel · Miriam Welte · 32,798                        | República Popular China · Gong Jinjie · Guo Shuang · REL                               | Australia · Kaarle McCulloch · Anna Meares · 33,491                   |
| Persecución por equipos (4 de agosto) | Reino Unido · Danielle King · Laura Trott · Joanna Rowsell · 3:14,051 RM | Estados Unidos · Sarah Hammer · Dotsie Bausch · Lauren Tamayo · Jennie Reed · 3:19,727 | Canadá · Tara Whitten · Gillian Carleton · Jasmin Glaesser · 3:17,915 |
| Keirin (3 de agosto)                  | Victoria Pendleton · Reino Unido                                         | Guo Shuang · República Popular China                                                   | Lee Wai Sze · Hong Kong                                               |
| Ómnium (7 de agosto)                  | Laura Trott · Reino Unido · 18 pts.                                      | Sarah Hammer · Estados Unidos · 19 pts.                                                | Annette Edmondson · Australia · 24 pts.                               |

### Ciclismo de montaña
| Evento                                  | Oro                                          | Plata                             | Bronce                                   |
| --------------------------------------- | -------------------------------------------- | --------------------------------- | ---------------------------------------- |
| Campo a través masculino (12 de agosto) | Jaroslav Kulhavý · República Checa · 1:29:07 | Nino Schurter · Suiza · 1:29:08   | Marco Aurelio Fontana · Italia · 1:29:32 |
| Campo a través femenino (11 de agosto)  | Julie Bresset · Francia · 1:30:52            | Sabine Spitz · Alemania · 1:31:54 | Georgia Gould · Estados Unidos · 1:32:00 |

### Ciclismo BMX
| Evento                   | Oro                                 | Plata                                 | Bronce                                   |
| ------------------------ | ----------------------------------- | ------------------------------------- | ---------------------------------------- |
| Masculino (10 de agosto) | Māris Štrombergs · Letonia · 37,576 | Sam Willoughby · Australia · 37,929   | Carlos Mario Oquendo · Colombia · 38,251 |
| Femenino (10 de agosto)  | Mariana Pajón · Colombia · 37,706   | Sarah Walker · Nueva Zelanda · 38,133 | Laura Smulders · Países Bajos · 38,231   |

## Medallero
| Núm. | País                    | Oro | Plata | Bronce | Total |
| ---- | ----------------------- | --- | ----- | ------ | ----- |
| 1    | Reino Unido             | 8   | 2     | 2      | 12    |
| 2    | Alemania                | 1   | 4     | 1      | 6     |
| 3    | Francia                 | 1   | 3     | 0      | 4     |
| 4    | Australia               | 1   | 2     | 3      | 6     |
| 5    | Estados Unidos          | 1   | 2     | 1      | 4     |
| 6    | Colombia                | 1   | 1     | 1      | 3     |
| 7    | Países Bajos            | 1   | 0     | 2      | 3     |
| 8    | Dinamarca               | 1   | 0     | 0      | 1     |
| 8    | Kazajistán              | 1   | 0     | 0      | 1     |
| 8    | Letonia                 | 1   | 0     | 0      | 1     |
| 8    | República Checa         | 1   | 0     | 0      | 1     |
| 12   | República Popular China | 0   | 2     | 1      | 3     |
| 13   | Nueva Zelanda           | 0   | 1     | 2      | 3     |
| 14   | Suiza                   | 0   | 1     | 0      | 1     |
| 15   | Rusia                   | 0   | 0     | 2      | 2     |
| 16   | Canadá                  | 0   | 0     | 1      | 1     |
| 16   | Hong Kong               | 0   | 0     | 1      | 1     |
| 16   | Italia                  | 0   | 0     | 1      | 1     |
| 16   | Noruega                 | 0   | 0     | 1      | 1     |
|      | TOTAL                   | 18  | 18    | 19     | 55    |